# Christiane Sadlo
Christiane Sadlo (* 25. Januar 1954 in Ravensburg) ist eine deutsche Drehbuchautorin, Dramaturgin und Journalistin. Bekannt ist sie vor allem unter ihrem Pseudonym Inga Lindström.

## Leben
Christiane Sadlo studierte an der Universität Freiburg und der Universität München Anglistik, Germanistik und Jura. Danach arbeitete sie als Regie- und Dramaturgieassistentin am Theater Freiburg. Für die TaurusFilm arbeitete sie als Dramaturgin. Daneben war Christiane Sadlo unter anderem für die Süddeutsche Zeitung, für Cosmopolitan und den Bayerischen Rundfunk als Journalistin tätig.
Sadlo heiratete 1982 den Bildhauer Karl Halt Trossbach, mit dem sie eine Tochter hat und ab 2002 in Berlin lebte. Er starb an Weihnachten 2018.
Seit 1991 verfasst Christiane Sadlo Drehbücher. Aus ihrer Feder stammen unter anderen die Fernsehserien
- Verliebt, Verlobt, Verheiratet, Specialreihe, Pilot und acht Folgen, ZDF 1994/95
- So ist das Leben! Die Wagenfelds – Daily, Konzept, Bibel, Pilot und zwanzig Folgen, Sat.1 1995/96
- Jede Menge Leben – Daily, Konzept, Bibel, Pilot, ZDF 1995/96
- Die Geliebte, Reihe, Episode Nichts als Lügen, ZDF 1996
- Das Haus an der Küste, Drehfassung der Pilcher-Verfilmung ZDF 1996
- Schloß Hohenstein
- Die Unzertrennlichen
- Familie Dr. Kleist

sowie weitere Vorlagen für zahlreiche Fernsehfilme. Auch Romane von Rosamunde Pilcher und Utta Danella bereitete sie fürs Fernsehen auf. Sadlo schrieb auch mehrere Folgen der Fernsehserie Der Bergdoktor und der ARD-Arztserie In aller Freundschaft.
Weitere Werke waren unter anderem Ich liebe den Mann meiner Tochter (1995) mit Gudrun Landgrebe, Sommergewitter und der zweiteilige Fernsehfilm Das Herz des Priesters (2000) mit Walter Sittler. Mit den beiden Fernsehfilmen Das Geheimnis des Rosengartens (1999) und Der Zauber des Rosengartens (2001) und dem Dreiteiler Liebe, Lügen, Leidenschaften gelang ihr schließlich der Durchbruch im Filmfach. Christiane Sadlo lieferte auch die Vorlage für die Vorabendserie Eine Liebe am Gardasee, die im Juni 2006 im ZDF auf Sendung ging.
Unter dem Pseudonym Inga Lindström schreibt Sadlo Drehbücher sowie Liebes- und Familiengeschichten, die Schweden als Kulisse verwenden. Rund 100 dieser Drehbücher sind seit 2003 mit großem Publikumszuspruch für das ZDF verfilmt worden.
Im September 2007 erschien ihr Roman Das Haus auf den Schären im Verlag Marion von Schröder.

## Werke

### Fernsehfilm und Fernsehserien
- Schloß Hohenstein, 13 Folgen, ARD 1991–94
- Der Bergdoktor, 12 Folgen und zwei 90'-Specials, Sat.1 1991–94
- Forsthaus Falkenau, V. Staffel, 2 Folgen, ZDF 1994
- Wo das Herz zu Hause ist,  Sat.1 1993
- Die Unzertrennlichen, Serie, Pilot, 13 Folgen, Sat.1 1996/97
- Die Geliebte, Reihe, Episode Das Abschiedsgeschenk, ZDF, April 1998
- Hurenmord – Ein Priester schweigt, Co-Autorin mit Herrmann Kirchmann, Krimi, Sat.1 September 1998
- Lisa Falk, Serie, Episode Tod des Professors, ZDF, September 1998
- Sommergewitter, ZDF, Dezember 1998
- Wie stark muss eine Liebe sein, ZDF, Dezember 1998
- Ich bin kein Mörder, ZDF 1999
- Die weißen Vögel, ZDF 1999
- Das Geheimnis des Rosengartens, ARD 1999
- Das Herz des Priesters (zwei Teile), ZDF 1999
- Am Ende siegt die Liebe, ARD 1999
- Stimme des Herzens, 2000
- Am Ende siegt die Liebe, 2000
- Das Herz des Priesters, 2000
- Der Zauber des Rosengartens, 2000
- Rosamunde Pilcher: Ruf der Vergangenheit (Drehbuch), 2000
- Herzstolpern, 2001
- Rosamunde Pilcher: Wind über dem Fluss (Drehbuch), 2001
- Das Geheimnis der Mittsommernacht, 2001
- Liebe unter weißen Segeln, 2001
- Zugvögel der Liebe, 2001
- Rosamunde Pilcher: Küste der Träume (Drehbuch), 2001
- Die Braut meines Freundes, 2001
- Ein Geschenk der Liebe, 2001
- Utta Danella – Der blaue Vogel (Drehbuch), 2001
- Liebe, Lügen, Leidenschaft, 2002
- Die Zeit mit dir, 2002
- Rosamunde Pilcher: Mit den Augen der Liebe, 2002
- Rosamunde Pilcher: Flamme der Liebe, Drehbuch, 2003
- Rosamunde Pilcher: Federn im Wind, Drehbuch, 2004
- Die Kinder meiner Braut, 2004
- Utta Danella – Das Familiengeheimnis (Drehbuch), 2004
- Familie Dr. Kleist, Fernsehserie seit 2004
- Rosamunde Pilcher: Vermächtnis der Liebe (Drehbuch), 2005
- Brief eines Unbekannten, 2005
- Eine Liebe am Gardasee, 2006
- Hilfe, meine Tochter heiratet, 2006
- Die Gipfelstürmerin, 2007
- Wiedersehen in Verona, 2007
- Barbara Wood – Karibisches Geheimnis (Drehbuch), 2009
- Sisi – Italien (Drehbuch), 2009
- Wilde Wellen – Vierteiler 2011
- Rosamunde Pilcher: Die Braut meines Bruders (Drehbuch), 2019

### Inga-Lindström-Reihe
Seit Januar 2004 wird in unregelmäßigen Abständen im ZDF-Herzkino jeweils an einem Sonntag zur Hauptsendezeit um 20:15 Uhr eine Verfilmung eines Inga-Lindström-Drehbuchs gesendet.

### Inga-Lindström-Kurzgeschichten
1. Sehnsuchtsland (Februar 2004)
2. Mittsommerzauber (Dezember 2004)
3. Sommernachtsklänge (Juni 2007)
4. Nordlichtträume (April 2009)
5. Schärenglück (Juni 2010)
6. Wiedersehen im Sehnsuchtsland (Juli 2011)
7. Wind über den Schären (Juli 2012)

### Romane
- Das Haus auf den Schären (2007, Marion von Schröder Verlag)
- Wilde Wellen (2011, Blanvalet Verlag)
- Das Jahr der Kraniche (2013, Blanvalet Verlag)
- Hundeherz (2015, Blanvalet Verlag)